# Messias José Baptista
Messias José Baptista, född 24 maj 1968, död 11 september 2005, var en friidrottare från Brasilien. Han deltog vid olympiska sommarspelen 1996.